# 王季烈

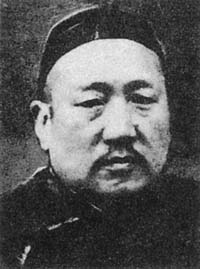
王季烈

王季烈（1873年—1952年），字晉餘，號君九，又號螾廬，男，江苏长洲（今苏州市）人，中国近代学者，戏曲学家。

## 生平
同治癸酉九月初七日生。光绪二十年（1894年）中举人，此后开始钻研物理学，翻译西方著作。光绪三十年（1904年），考中甲辰科进士。任学部专门司郎中兼京师译学馆理化教员、监督。民国初年迁往天津，参与创办乐利农垦公司、华昌火柴公司。
1927年离开津门，长期从事昆曲的理论研究，著作颇丰。編纂《莫釐王氏家譜》(石印本二十冊，民國二十六年刊印)，據《家譜》卷十七藝文，共收錄氏著作：螾廬文稿二卷，又詩稿一卷、詩餘詞餘附，明史考證一卷，忘庵遺詩輯存一卷，誦芬拾遺一卷，誡子篇一卷，螾廬曲談四卷，緣督廬日記抄二十六卷，集成曲譜三十二卷。
1952年在苏州病逝，享年八十岁。

## 家族
王季烈为明朝重臣王鏊之后。父亲王颂蔚，母亲王谢长达，弟弟王季同。有子王守泰。

## 著作
- 《螾庐曲谈》
- 《度曲要旨》
- 《集成曲谱》
- 《与众曲谱》
- 校订《孤本元明杂剧》

## 外部連結
- 旅津闻人王季烈的两大贡献——科普翻译家和昆曲大师[永久] 天津市河北区政务网